# Willem Antonie van Deventer

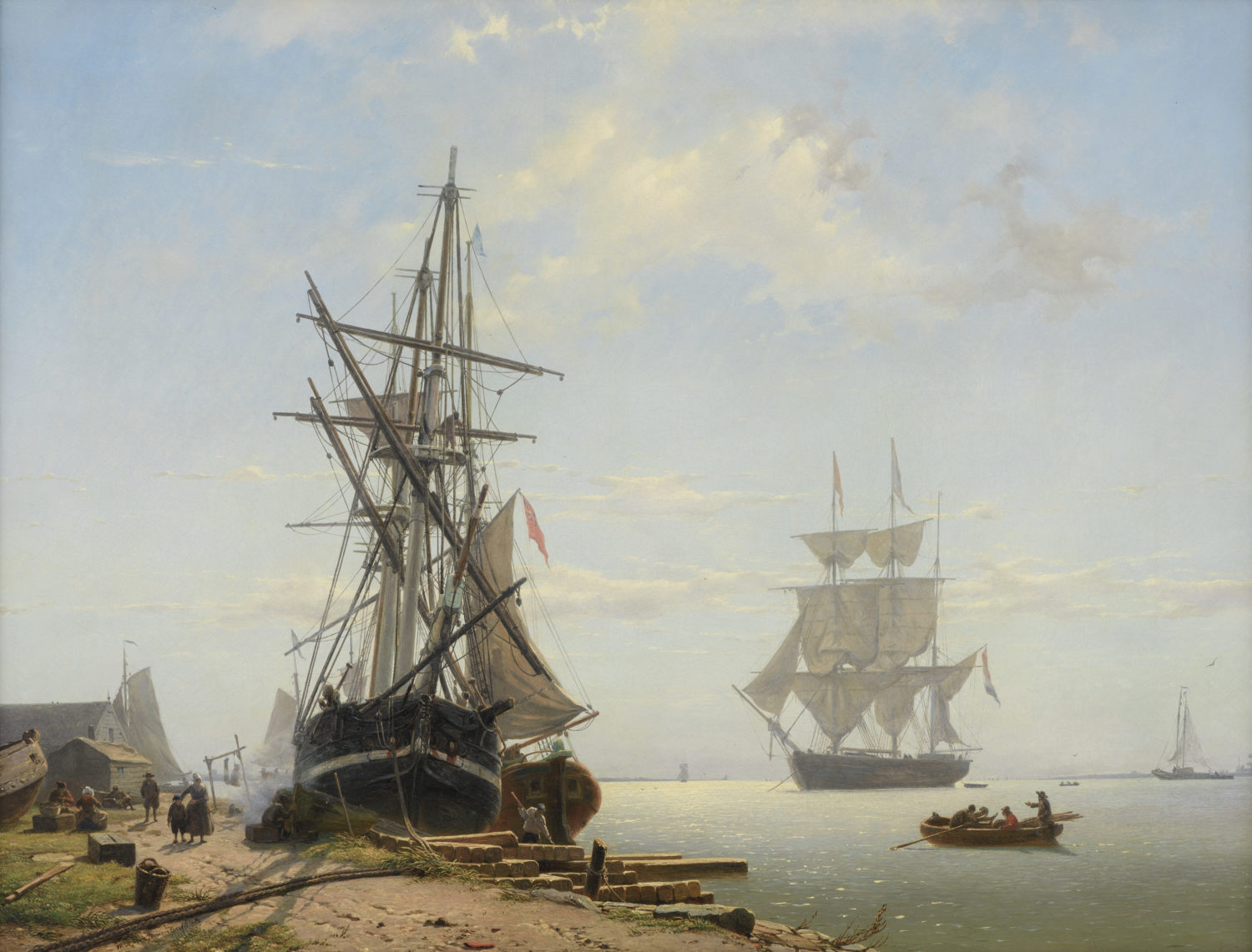
Werft mit Schiffen und Arbeitern

Willem Antonie van Deventer (* 30. Juni 1824 in Den Haag; † 27. Mai 1893 ebenda) war ein niederländischer Marinemaler, Zeichner, Aquarellist, Radierer und Lithograf.
Van Deventer erhielt seinen ersten Malunterricht bei seinem Onkel Hendrik van de Sande Bakhuyzen, genau wie sein Bruder Jan Frederik van Deventer, der Landschaftsmaler wurde. Anschließend besuchte er von 1843 bis 1846 die Koninklijke Academie van Beeldende Kunsten in Den Haag, an der die Marinemaler Salomon Leonardus Verveer und Antonie Waldorp unterrichteten. 
Er absolvierte auch eine Ausbildung an der Koninklijke Akademie van Beeldende Kunsten (Amsterdam). 1844 unternahm er auf Einladung der Königlichen Marine eine fünfmonatige Reise ins Mittelmeer.
Van Deventer war mit mehreren Malern befreundet, darunter Jacob Maris, Willem Roelofs und Jan Weissenbruch. 1847 gründete er unter anderem zusammen mit ihnen das „Pulchri Studio“.
Er beschäftigte sich hauptsächlich mit der Marinemalerei, schuf Werke in verschiedenen Techniken der Malerei und Grafik. 
Er arbeitete mehrere Jahre in Amsterdam, ging aber 1862 nach Den Haag. 
1852 unternahm er auch eine Reise in die Normandie und besuchte unter anderem die Städte Le Havre und Trouville.
Wegen Sehstörungen konnte er in den letzten Lebensjahren nicht mehr malen. 